# Lasius vestitus
Lasius vestitus är en myrart som beskrevs av Wheeler 1910. Lasius vestitus ingår i släktet Lasius och familjen myror. Inga underarter finns listade i Catalogue of Life.

## Bildgalleri

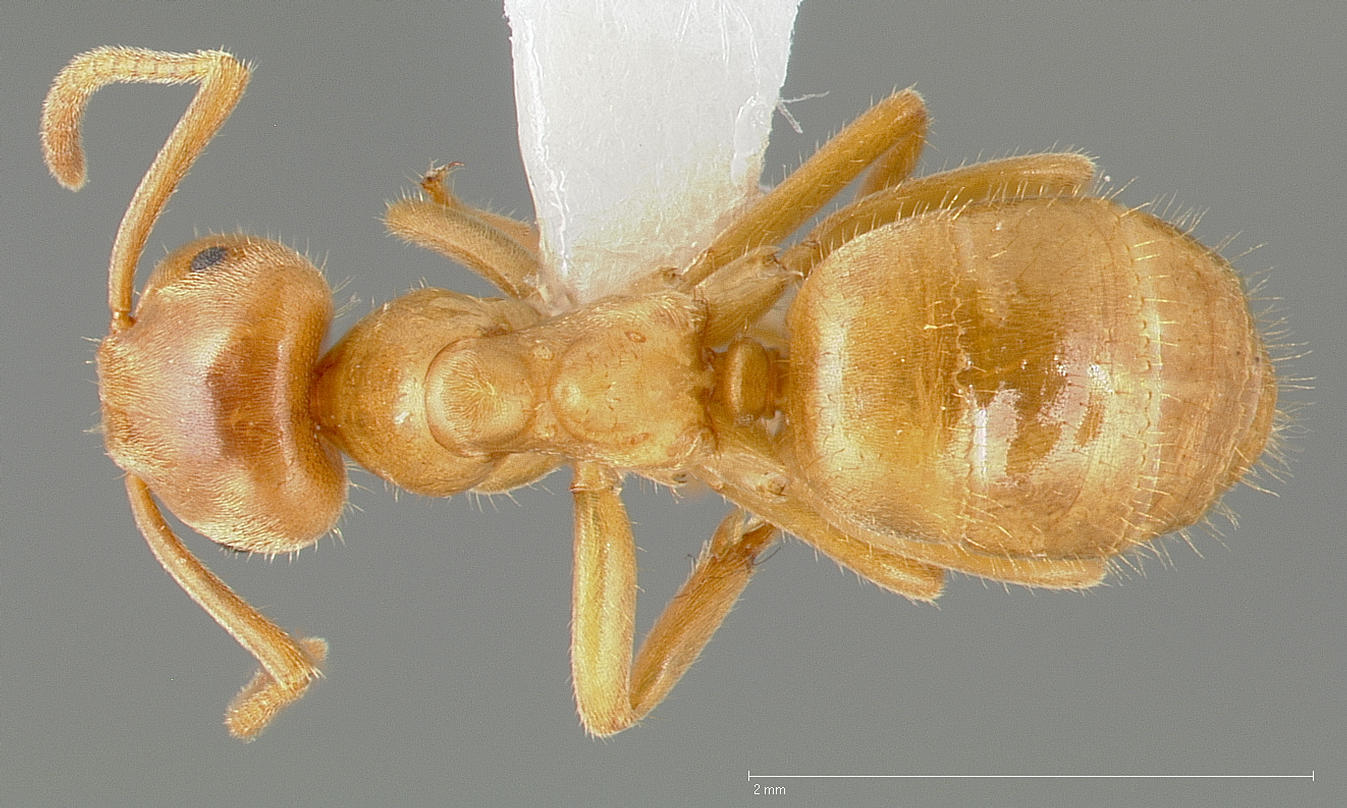
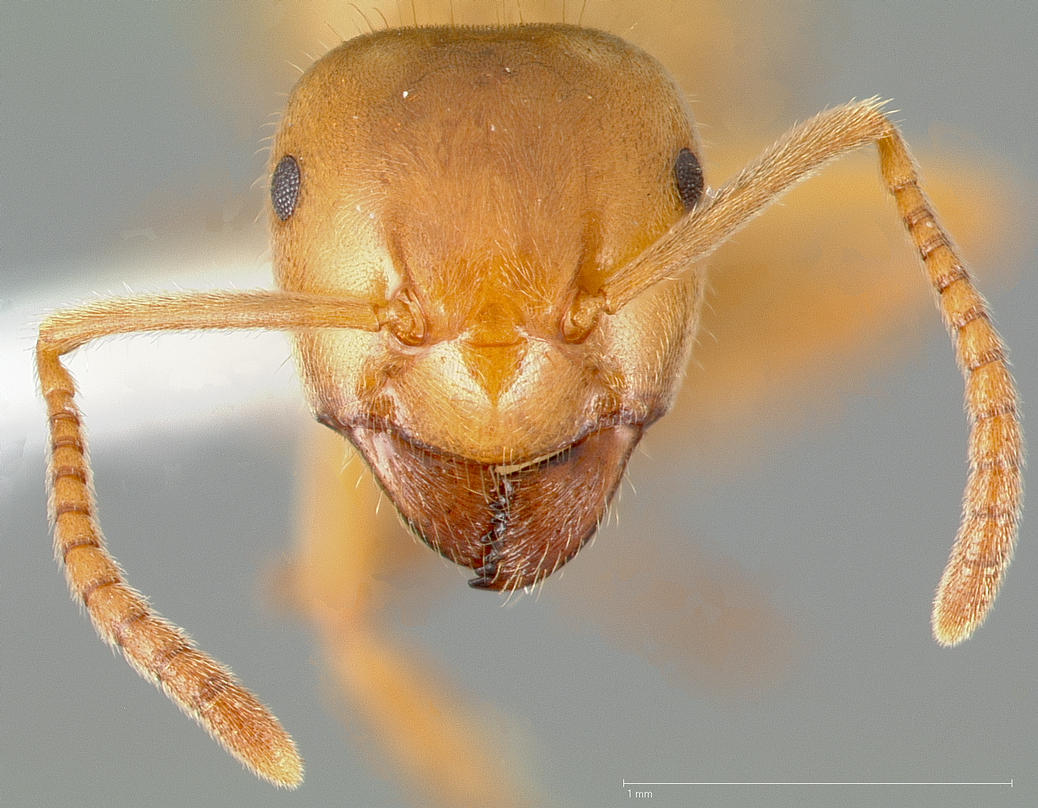
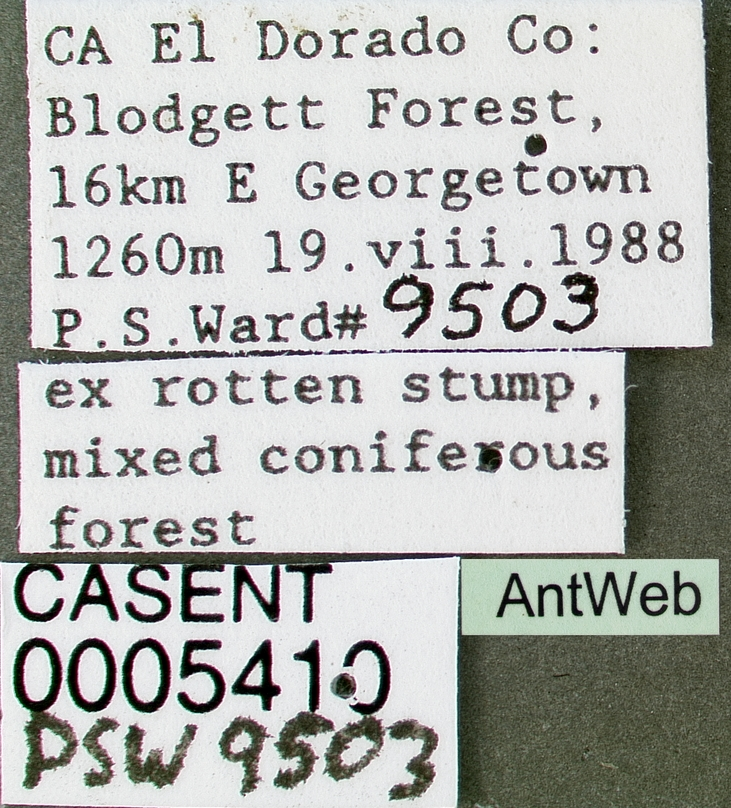
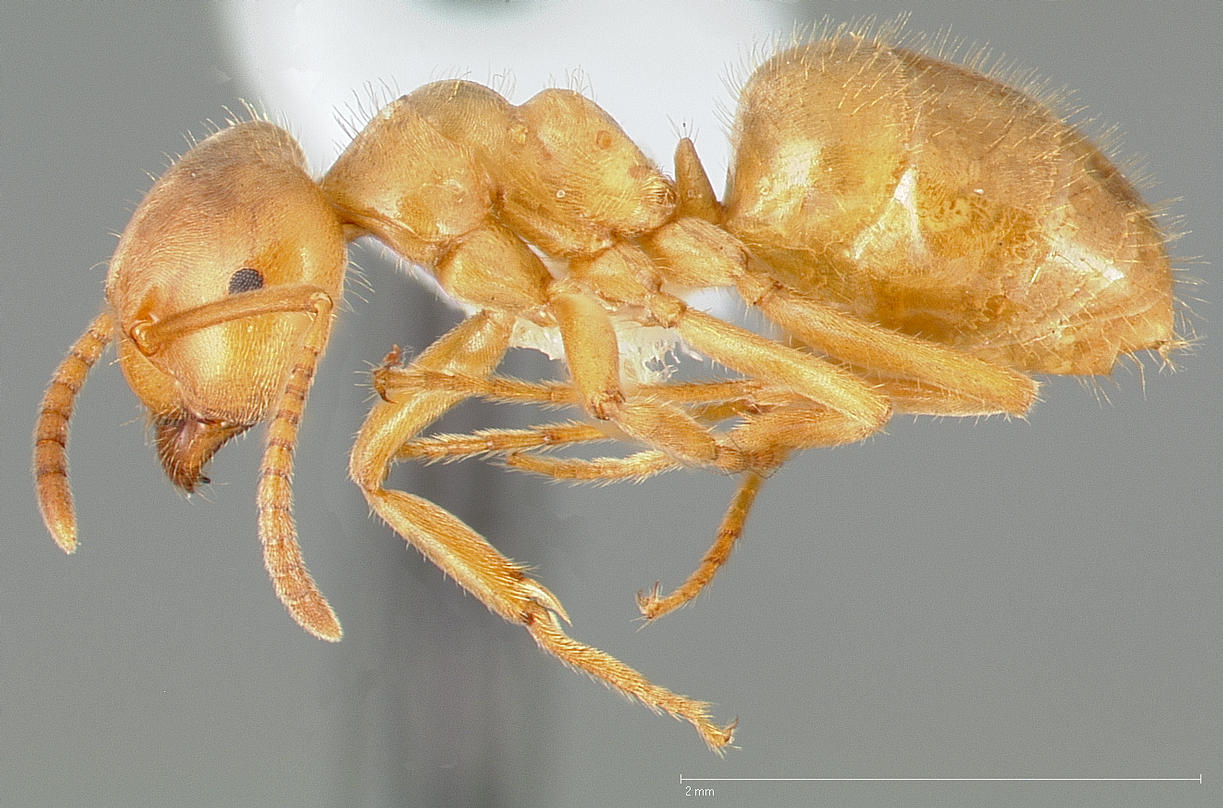